# Attentat du 19 juin 2017 sur l'avenue des Champs-Élysées à Paris
 (juin 2020).
Si vous disposez d'ouvrages ou d'articles de référence ou si vous connaissez des sites web de qualité traitant du thème abordé ici, merci de compléter l'article en donnant les références utiles à sa vérifiabilité et en les liant à la section « Notes et références ».
L'attentat du 19 juin 2017 sur l'avenue des Champs-Élysées à Paris est une attaque terroriste survenue le 19 juin 2017 sur l'avenue des Champs-Élysées à Paris, en France. Une voiture chargée d'armes à feu et d'explosifs a percuté un convoi de véhicules de gendarmerie avant d'exploser, libérant de la fumée orange. Le conducteur, identifié comme étant Adam Lotfi Djaziri, a été tué, figurait sur les listes de surveillance du terrorisme pour l'extrémisme islamique depuis 2014 et a prêté allégeance au chef de l'État islamique Abu Bakr al-Baghdadi avant l'attaque. Dans une lettre à sa famille, il a déclaré qu'il soutenait depuis des années « les moudjahidin qui se battent pour sauver l'islam et les musulmans », ayant pratiqué le tir « pour se préparer au djihad », et a déclaré que l'attaque devrait être traitée comme une « opération de martyre ».

## Contexte
Des policiers, des gendarmes et des soldats assurant la sécurité en France ont également été précédemment pris pour cible par des djihadistes, avec au moins douze attaques ciblées contre des policiers et des soldats entre 2012 et 2017. L'attaque est intervenue deux mois après une autre attaque sur les Champs-Élysées en avril, au cours de laquelle trois policiers et un touriste ont été pris pour cible par un homme brandissant un AK-47, tuant un policier. L'État islamique a encouragé le ciblage de policiers et de soldats au motif qu'ils représentent l'État,,. L'attaque est l'une des nombreuses attaques à la voiture-bélier inspirées de l'État islamique contre les villes européennes,. Le Monde rapporte que depuis janvier 2015, les attentats terroristes en France ont fait 239 morts.

## Attentat

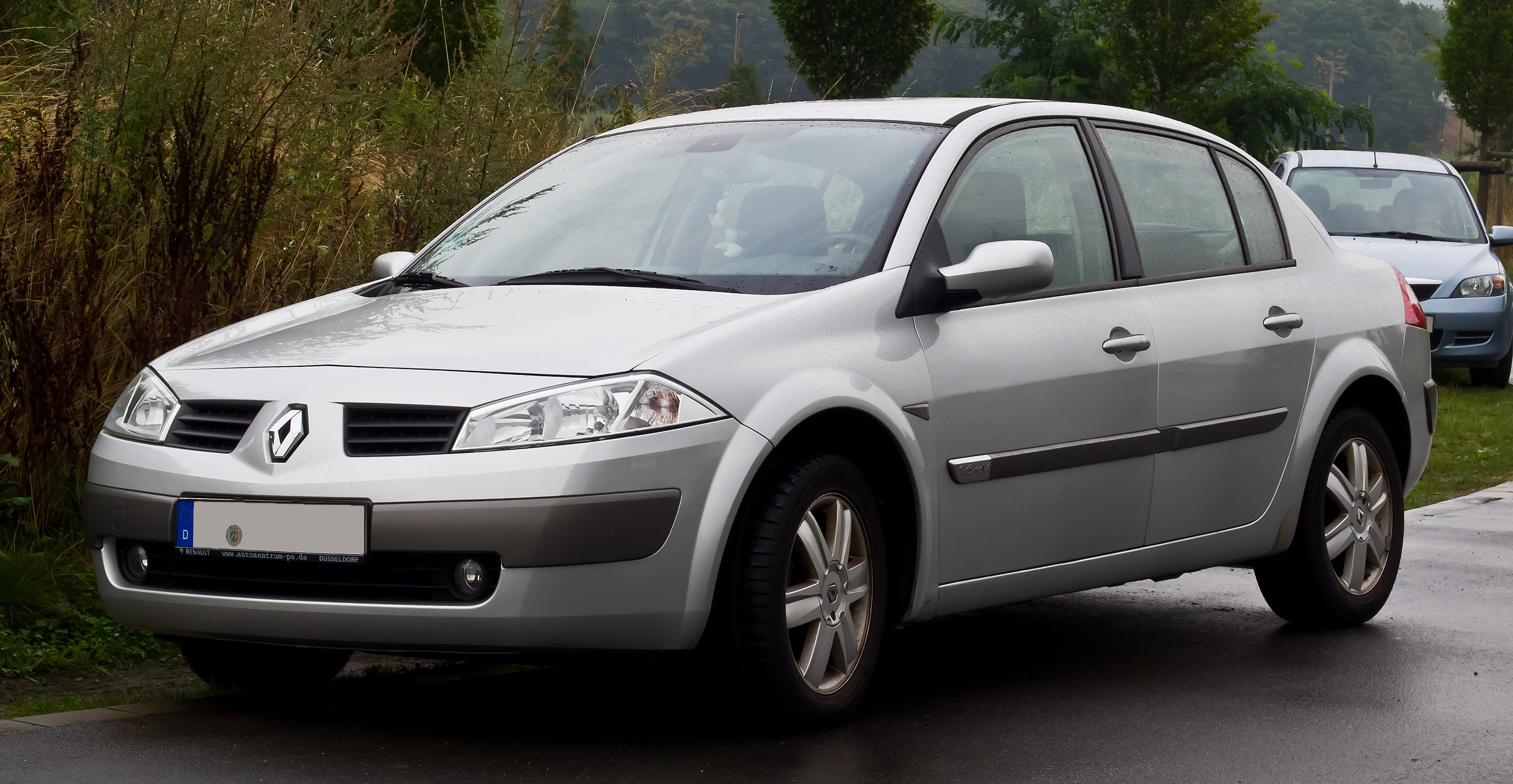
Une berline Renault Mégane II argentée, similaire à celle utilisé dans l'attaque.

À 15 h 40, un convoi d'Irisbus de gendarmerie mobile conduisait sur les Champs-Élysées lorsqu'un terroriste a enfoncé sa berline Renault Mégane argentée dans le véhicule de tête du convoi de gendarmerie, la Mégane a immédiatement pris feu,. La voiture contenait un fusil d'assaut AK-47, des armes de poing, une bonbonne de gaz, ainsi qu'une quantité d'explosifs suffisante pour « faire exploser cette voiture »,. L'attaquant a été tout d'abord extrait de son véhicule par les gendarmes, puis placé à l'écart de sa voiture, laquelle diffusait une épaisse fumée jaunâtre. Placé en position latérale de sécurité sur un trottoir, il meurt quelques instants plus tard, asphyxié par les substances qu'il avait inhalé.  L'incident a fait l'objet d'une enquête antiterroriste,. Le ministère de l'Intérieur Gérard Collomb a déclaré que des explosifs avaient été trouvés dans sa voiture et qu'il s'agissait d'une attaque planifiée. L'agresseur était connu de la police et une lettre écrite par ce dernier déclarant son allégeance à l'État islamique a été trouvée à l'intérieur du véhicule.

## Auteur
L'agresseur a été identifié comme étant Adam Lotfi Djaziri, né le 8 décembre 1985 et habitant de la banlieue nord-ouest d'Argenteuil. Il était le rejeton d'une « famille salafiste ». L'auteur avait été fiché S,, c'est-à-dire qu'il était « un individu considéré comme une menace sérieuse pour la sécurité nationale » et la raison de son inscription était son appartenance au « mouvement islamiste radical ». Il était connu de la police. Même s'il était considéré comme dangereux, il a obtenu une autorisation de détention d'arme car il pratiquait le tir sportif,.
L'agresseur avait obtenu un permis légal pour posséder une arme à feu à la suite d'une décision délibérée des services secrets français qui lui avait permis de garder ses armes à feu afin de ne pas éveiller les soupçons selon lesquels il était surveillé. Le lendemain de l'attaque, quatre proches du conducteur ont été placés en garde à vue.
Le jour de l'attaque, l'auteur a envoyé par la poste des lettres confirmant son allégeance au chef de l'État islamique, Abu Bakr al-Baghdadi.

## Revendication
Le 13 juillet 2017, l'État islamique a revendiqué la responsabilité d'une attaque qu'il a menées pendant le mois sacré du Ramadan, dont un autre attentat raté à la gare centrale de Bruxelles le 20 juin, au lendemain de l'attentat des Champs-Élysées.